# Puissance maritale
En droit romano-civiliste, la puissance maritale (latin potestas maritalis) était une doctrine juridique selon laquelle la femme était alieni juris ("sous le contrôle juridique d'un autre") mais aussi plus précisément une incapable sous la tutelle de son époux. Ce dernier avait le droit de gérer les biens propres de sa femme ainsi que leurs biens communs. Une femme ne pouvait ester, passer un contrat ou intenter un procès en son nom sans la permission de son époux. Cette doctrine ressemble à celle de la coverture du droit anglo-américain.
Abandonnée sous le Bas-Empire romain (entre le IIIe et Ve siècles), cette vision fut progressivement réinstaurée dans le droit français aux XVIe et XVIIe siècles, et consacrée par le code Napoléon en 1804. Grâce à la loi française du 18 février 1938, la puissance maritale et l'incapacité juridique de la femme mariée furent formellement abolies en France ; la loi néerlandaise du 30 avril 1958 l'a abolie aux Pays-Bas. Excepté le Swaziland, tous les États de l'Afrique australe qui appliquent le droit romano-hollandais ont supprimé la puissance maritale.

## Histoire
La puissance maritale du ius commune se retrouve dans les droits germaniques et français. Si au départ, le droit romain classique plaçait la femme sous la tutelle (latin : manus) de son mari, ce statut fut abandonné au profit de l'obtention par la femme d'une certaine indépendance juridique sous le Bas-Empire.

### Droit français
En France, c'est aux XVIe et XVIIe siècles, sous l'influence des juristes gallicans, et d'une volonté d'aligner le droit de la famille sur le droit monarchique d'essence divine que la notion de puissance maritale a fait sa réapparition dans le droit. Par la suite, le code civil initié par Napoléon Bonaparte consacre en 1804 cette abolition de droits de la femme mariée au niveau de la nation entière, seules continuant à échapper à cette incapacité civile les marchandes publiques.

### Droit germanique
Selon le droit germanique, tel que décrit par Heineccius :

« La puissance maritale et la tutelle de l'époux sont le droit accordé à ce dernier de diriger, défendre sa femme et administrer ses biens, afin qu'il puisse en disposer selon sa propre volonté ou, en tout cas, d'empêcher sa femme d'en disposer sans son consentement. »

— Elementa Juris Germanici

### Droit néerlandais
Issue du droit germanique, la puissance maritale fut incluse dans le droit des Pays-Bas. Quand les colons néerlandais s'installèrent au Cap au XVIIe siècle, ils amenèrent avec eux le droit romano-hollandais qui survécut à la conquête britannique de 1806. La diffusion du droit romano-hollandais introduisit la doctrine de la puissance maritale, qui par la suite fit partie du droit matrimonial en Afrique du Sud, Lesotho, Swaziland, Namibie, Botswana et Rhodésie du Sud (l'actuel Zimbabwe).

### Rhodésie du Sud
En Rhodésie du Sud, la puissance maritale fut abolie en 1928 par le Married Persons' Property Act, qui a également supprimé le régime de communauté des biens.

### Afrique du Sud
En Afrique du Sud, le rapport de la Commission de « Women's Legal Disabilities » (handicaps juridiques de la femme) de 1949 conduisit à l'adoption de la Matrimonial Affairs Act (loi relative au mariage) en 1953. Celle-ci allège la puissance maritale sans toutefois l'abolir. La Matrimonial Property Act (loi de propriété matrimoniale) de 1984 l'abolit prospectivement (c'est-à-dire pour les mariages contractés après l'entrée en force de la loi) sauf pour les mariages entre personnes de couleurs. En 1988, un premier amendement fait de même pour les mariages entre personnes de couleur mariées civilement, mais pas pour les mariages contractés sous le droit coutumier sud-africain. En 1993, un nouvel amendement abroge la puissance maritale pour tous les mariages civils, quelle que soit la date de leur conclusion. La puissance maritale persistait toutefois dans le Transkei (indépendant entre 1976 et 1994) mais fut jugé anticonstitutionnelle par la Haute Cour de cette province en 1999. En 2000, la puissance maritale fut abolie pour tous les mariages à travers toute l'Afrique du Sud grâce à la reconnaissance de la loi relative aux mariages coutumiers.

### Québec (Canada)
Au Québec, la Loi sur la capacité juridique de la femme mariée abolit les incapacités juridiques de la femme mariée, telles que celle de signer un contrat ou celle d'être une exécutrice testamentaire, qu'elle ne pouvait exercer sans l'autorisation de son mari. Il faut savoir que cette abolition de la puissance maritale en 1964 est distincte de l'abolition de la puissance paternelle dans une loi séparée de 1977. La puissance maritale portrait sur le pouvoir du mari d'agir légalement pour sa femme, tandis que la puissance paternelle concernait l'autorité du père sur la famille en général.

### Namibie, Bostswana et Lesotho
La puissance maritale fut abolie en Namibie en 1996 (loi sur l'égalité des personnes mariées), au Botswana en 2004 par l'abolition de la loi sur la puissance maritale et au Lesotho en 2006 par la loi sur l'égalité des personnes mariées.